# Michael Holzach
Michael Holzach (8. april 1947 i Heidelberg – 21. april 1983) var en tysk journalist og forfatter.
Michael Holzach dimitterede fra gymnasiet i 1968 og studerede sidenhen samfundsvidenskab i Bochum. Holzach arbejdede for avisen Zeitmagazin, der hørte under Die Welt. Han udgav primært reportager om minoriteter såsom unge alkoholikere, arbejdsløse og modstandere af atomkraft, samt sociale forhold. Året 1978 tilbragte han hos de tyske hutteritter i Nordamerika og skrev om sine oplevelser i bogen Det glemte folk.
Holzach blev først for alvor kendt med sin bog Tyskland gratis. Til fods og uden penge gennem et velstående land, hvori han beskriver sin vandretur gennem Vesttyskland fra nord til syd (og tilbage igen) i 1980. Han foretog hele vandreturen sammen med hunden Feldmann, som han havde fået fra et internat specielt til dette formål.
Holzach døde i en drukneulykke i Dortmund ved floden Emscher i 1983 da han forsøgte at redde Feldmann op fra floden efter at den pludselig faldt i. Hunden blev derefter reddet af brandvæsnet.
Michael Holzach ligger begravet i Holzminden og en vej nær stedet hvor han døde er opkaldt efter ham.